# 俄体镇
俄体镇，是中华人民共和国内蒙古自治区兴安盟科尔沁右翼前旗下辖的一个乡镇级行政单位。

## 行政区划
俄体镇下辖以下地区：
兴安村、全胜村、义新村、景阳村、全发村、双花村、乌兰村、德富村、双胜村、俄体村、团结村、齐心村、永远村、白音村和大青山林场生活区。